# Пальцево (Пестовский район)
Пальцево — деревня в Пестовском муниципальном районе Новгородской области. Входит в состав Устюцкого сельского поселения. По всероссийской переписи населения 2010 года население деревни — 5 человек (трое мужчин и две женщины).
Площадь территории деревни — 15,3 га. Пальцево находится на реке Рыдоложь, на Валдайской возвышенности, на высоте 151 м над уровнем моря, на автодороге Р8 (Боровичи — Пестово), в 2 км к северо-востоку от Барсанихи.

## История
В списке населённых мест Устюженского уезда Новгородской губернии за 1909 год указаны деревня Пальцево, а также смежная с ней Пальцевская мельница, как относящееся к Барсанихской волости (2-го стана, 4-го земельного участка). Население деревни Пальцево, что была тогда на земле Пальцевского сельского общества — 186 жителей: мужчин — 87, женщин — 99, на мельнице — 2 жителя (мужчина и женщина), число жилых строений в деревне — 68 и одно на мельнице; тогда в деревне была часовня и имелся хлебозапасный магазин. Затем, с 10 июня 1918 года до 31 июля 1927 года, Пальцево в составе Устюженского уезда Череповецкой губернии, затем в Пальцевском сельсовете Пестовского района Череповецкого округа Ленинградской области. Население деревни в 1928 году — 131 человек. С ноября 1928 года в результате укрупнения сельсоветов Пестовского района Пальцевский сельсовет был упразднён, а деревня стала относится к новообразованному Барсанихскому сельсовету. По постановлению ЦИК и СНК СССР от 23 июля 1930 года Череповецкий округ был упразднён, а район перешёл в прямое подчинение Леноблисполкому. По Указу Президиума Верховного Совета СССР от 5 июля 1944 года Пестовский район был передан из Ленинградской области во вновь образованную Новгородскую область. Во время неудавшейся всесоюзной реформы по делению на сельские и промышленные районы и парторганизации, в соответствии с решениями ноябрьского (1962 года) пленума ЦК КПСС «о перестройке партийного руководства народным хозяйством» с 10 декабря 1962 года был образован, в числе прочих, крупный Пестовский сельский район на территории Дрегельского, Пестовского и Хвойнинского районов. сельсовет и деревня вошли в состав этого района, а 1 февраля 1963 года административный Пестовский район в числе прочих был упразднён. Пленум ЦК КПСС, состоявшийся 16 ноября 1964 года восстановил прежний принцип партийного руководства народным хозяйством, после чего Указом Верховного Совета РСФСР от 12 января 1965 года сельские районы были преобразованы вновь в административные районы и решением Новгородского облисполкома № 6 от 14 января 1965 года сельсовет и деревня вновь в составе Пестовского района.
С принятием Российского закона от 6 июля 1991 года «О местном самоуправлении в РСФСР» и Указом Президента РФ № 1617 от 9 октября 1993 года «О реформе представительных органов власти и органов местного самоуправления в Российской Федерации» деятельность Барсанихского сельского Совета была досрочно прекращена. Позднее была образована образована Администрация Барсанихского сельсовета (Барсанихская сельская администрация). По результатам муниципальной реформы, с 2005 года деревня входит в состав муниципального образования — Устюцкое сельское поселение Пестовского муниципального района (местное самоуправление), по административно-территориальному устройству подчинена администрации Устюцкого сельского поселения Пестовского района.